# Ischyrocerus serratus
Ischyrocerus serratus är en kräftdjursart som beskrevs av Gurjanova 1938. Ischyrocerus serratus ingår i släktet Ischyrocerus och familjen Ischyroceridae. Inga underarter finns listade i Catalogue of Life.